# Drugeth I. Miklós
Drugeth I. Miklós (? – 1355. május–június) frank származású magyarosodott főnemes, Drugeth I. János középső fiaként 1354–1355-ben Magyarország országbírója.

## Ifjúsága
Nápolyban született, és 1313 után nagybátyja, Drugeth Fülöp hívására települt át apjával és bátyjával, Drugeth I. Vilmossal Magyarországra.

## Tevékenysége

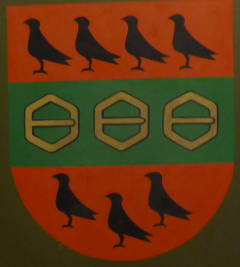
Drugeth családi címer

Tekintélyesebb rokonai mellett tanult bele a politikába.
1330-ban Záh Felicián merényleténél a kis királyfiakat védve súlyos fejsebet kapott, de felépült belőle. Ezután Nagy Lajost oktatta a hadi dolgokra. A királyt az 1336-os osztrák hadjáratára is elkísérte. Az 1350-es a nápolyi hadjáraton  a király Salerno városparancsnokává nevezte ki. E tisztségben három évet töltött, majd hazajött.
Sokáig kisebb tisztségeket viselt:
- pohárnokmester (1332–1343),
- ungi ispán (1343–1354), majd karrierje csúcsán, élete utolsó évében:
- országbíró (1354–1355) (MNL).

## Családja
Öccsével, Drugeth II. Jánossal közösen kapták meg az Ung megyei Geren falut, ezért leszármazottait „gereni Drugetheknek” írták. A családnak ez a váltakozva gereninek, illetve geréninek nevezett ága mindössze három generációt élt meg, és Miklós dédunokáival kihalt (MÉL).
Egy fia és három lánya született:
- geréni Drugeth III. János (az ő utódai a geréni ág 2. és 3. generációjának tagjai),
- geréni Drugeth Klára - Zichy Péter felesége lett,
- geréni Drugeth Julianna Teréz - először gróf Althann Mihály, majd gróf Pálffy Miklós neje volt,
- geréni Drugeth Borbála - hajadonként halt el (Nagy Iván).